# Atta Kwami
Atta Kwami (* 14. September 1956 in Accra, Ghana; † 6. Oktober 2021) war ein ghanaischer Maler, Grafiker, Kunsthistoriker und Kurator.

## Leben
Kwami studierte an der Kwame Nkrumah University of Science and Technology (KNUST) in Kumasi und in Großbritannien. Das Studium der Kunstgeschichte an der Open University beendete er 2007 mit dem Ph.D.-Abschluss in Kunstgeschichte.
Internationale Bekanntheit erlangte Kwami durch seine abstrakten Gemälde, sowie für Kiosk-Skulpturen und Torbögen, die als erweiterte dreidimensionale Gemälde konzipiert sind. Seine Arbeiten spielen mit den Farb- und Formimprovisationen, wie sie für die ghanaische Architektur und Stoffmuster, insbesondere für Kente, charakteristisch sind.
Kwami lebte und arbeitete in Loughborough, Großbritannien. Er starb am 6. Oktober 2021.
2021 wurde Atta Kwami der Maria Lassnig Preis in der Londoner Serpentine Gallery verliehen.

## Ausstellungen (Auswahl)
- 2021 Folkstone Triennale
- 2022 Serpentine Gallery, London
- 2022 Städtische Galerie im Lenbachhaus, München

## Werke
- Triptychon mit großen Buntglasfenstern für die neue Ghana National Cathedral in Accra[2]

## Sammlungen
Werke von Atta Kwami sind in internationalen Museen und Sammlungen vertreten:
- National Museum of Ghana, Accra
- National Museums of Kenya
- British Museum, London
- Victoria and Albert Museum, London
- National Museum of African Art, Washington, D.C.
- Metropolitan Museum of Art, New York
- Brooklyn Museum, New York
- The Newark Museum, USA
- Städtische Galerie im Lenbachhaus und Kunstbau München

## Auszeichnungen
- 2021 Maria-Lassnig-Preis[5]